# Supercoppa polacca 2012 (pallavolo femminile)
La Supercoppa polacca di pallavolo femminile 2012 si è svolta il 30 settembre 2012: al torneo hanno partecipato due squadre di club polacche e la vittoria finale è andata per la prima volta al Miejski Klub Siatkarski.

## Regolamento
Le squadre hanno disputato una gara unica, inserita all'interno di un torneo amichevole precampionato.

## Squadre partecipanti
| Squadra          | Qualificazione                           | Ultima partecipazione |
| ---------------- | ---------------------------------------- | --------------------- |
| Atom Trefl Sopot | Vincitrice Liga Siatkówki Kobiet 2011-12 | Debutto               |
| Dąbrowa Górnicza | Vincitrice Coppa di Polonia 2011-12      | Debutto               |

## Torneo
| 30 settembre 2012 ?, Szamotuły Durata: ? - Spettatori: ? | Atom Trefl Sopot | 0 - 3 | Dąbrowa Górnicza | 24-26, 25-27, 12-25 |